# Червоногригорівка
Червоногриго́рівка (в минулому — Чернишовка, Красногригорівка) — селище Нікопольського району Дніпропетровської області. Центр Червоногригорівської селищної громади.
Розташоване на березі Каховського водосховища між промисловими містами Нікополь і Марганець. Населення станом на 2025 рік становить 5 172 осіб.

## Географічне розташування
Селище Червоногригорівка знаходиться на правому березі Каховського водосховища, нижче за течією на відстані 2 км розташовані села Мусіївка і Придніпровське, нижче за течією примикає місто Нікополь. Поруч проходять автомобільна дорога Н23 і залізниця, станції Ревун і Платформа 111 км.

## Історичні відомості
Населений пункт виник в кінці 1770-х років.
Землі тут належали графові Чернишову, тому село до 1861 року мало назву Чернишовка. Граф продав частину землі своєму родичеві Краснову. Коли син Краснова, Григорій, одружився з дочкою Чернишова, поселення перейменували в Красногригорівку.
За даними на 1859 рік у власницькому селі Катеринославського повіту Катеринославської губернії мешкало 3346 осіб (1638 чоловічої статі та 1708 — жіночої), налічувалось 439 дворових господарств, існували православна церква та училище.
Станом на 1886 рік у селі, центрі Красногригорівської волості, мешкало 4476 осіб, налічувалось 800 дворових господарств, існували православна церква, 2 школи, 3 лавки, відбувалось 2 ярмарки на рік. За 8 верст — поштова станція.
За переписом 1897 року кількість мешканців зросла до 4228 осіб (2160 чоловічої статі та 2068 — жіночої), з яких 4212 — православної віри.
У 1907 році оренду земельної ділянки Червоногригорівської общини для видобутку марганцевої руди передано від приватного власника Мосціцького до Німецького акціонерного товариства "Піролюзит". Відповідно, на північ від села виникає робітнича колонія Піролюзит. 
У 1908 році населення зросло до 5506 осіб (2755 чоловіки та 2761 — жінок), налічувалось 813 дворових господарств.
Станом на 1913 рік Красногригорівка вже мала статус селища і адміністративно підпорядковувалась Нікопольській міській раді. Діяла земська телефонна мережа, що з'єднувала Катеринослав з телефонними станціями м.Нікополь і  с. Томаківка, та волосними правліннями. 
Станом на 1934 рік на території Червоногригорівської сільради існували два колгоспи - "Соцвласність", "Друга п'ятирічка" (колишній ім. Шавріна), сільгоспартіль "Червоні лани", рибколгосп та рибартіль ім. Х-річчя КНС Нікопольської рибспілки. Працювала одна семирічна школа 1 та чотирирічна 2 школа. 
З 1938 року має статус селища міського типу. У період радянської влади у Червоногригорівці розміщувалась центральна садиба колгоспу «Дніпро».

## Археологічні розкопки
На околиці селища досліджено безкурганні могильники катакомбної культури та поселення епохи пізньої бронзи (II — початок I тисячоліття до н. е.). На території селища є скіфські кургани (IV—III ст. до н. е.) і залишки поселення землеробів Черняхівської культури (III—V століття).

## Населення

### Мова
Розподіл населення за рідною мовою за даними перепису 2001 року:
| Мова            | Кількість | Відсоток |
| --------------- | --------- | -------- |
| українська      | 6232      | 92.88%   |
| російська       | 438       | 6.53%    |
| білоруська      | 12        | 0.18%    |
| угорська        | 7         | 0.10%    |
| румунська       | 3         | 0.05%    |
| болгарська      | 2         | 0.03%    |
| вірменська      | 1         | 0.01%    |
| інші/не вказали | 15        | 0.22%    |
| Усього          | 6710      | 100%     |

## Сучасність
У Червоногригорівці діє декілька дрібних сільськогосподарських підприємств. Є середня і початкова школа, дошкільний навчальний заклад, поліклініка, дві аптеки, ветаптека, універмаг, бібліотека, музична школа, будинок культури.

## Транспорт
Через селище проходить лінія Кривий Ріг — Запоріжжя Придніпровської залізниці з двома зупинками — Ревун та 111 км.
Автобус № 140 до Нікополь (стара частина міста).
Автобус № 109 до Марганець.
Таксі

## Економіка
- Об'єднання «Консерввинпром».
- ПП АФ «Славутич».
- «Рибстан»

## Пам'ятки
На схід від селища розташована пам'ятка природи — Нікопольські плавні.

## Персоналії
- Гордієнко Віталій Олегович (1986—2014) — старший солдат Збройних сил України, учасник російсько-української війни.